# Кафяв цвят
Кафявото е второстепенен цвят от бялата слънчева светлина, намиращ се в амплитудата на червения тон, разпознаваем от човека предимно в кафето (от където произлиза името на цвета), дървесината и почвата.
Производен цвят в топлите тонове в изобразителното изкуство. Според художниците кафявото е сложен вторичен цвят – обикновено се получава от смесването на червено и зелено, но също така може да се получи и от смесването на жълто и лилаво или оранжево и синьо. Другите варианти са оранжево + черно или оранжево + сиво. Според проучвания и изследвания, кафявото е най-малко предпочитаният цвят от обществото. В психологията основно се свързва с бедност, простота и тъга, но също така и с доброта, гостоприемство и топлина.